# La Chapelle-Bouëxic
Chapelle-Bouëxic é uma comuna francesa na região administrativa da Bretanha, no departamento Ille-et-Vilaine. Estende-se por uma área de 20,94 km². Em 2010 a comuna tinha 1 521 habitantes (densidade: 72,6 hab./km²).